# Indisk bladfågel
Indisk bladfågel (Chloropsis jerdoni) är en asiatisk fågel i familjen bladfåglar med utbredning i Indien och Sri Lanka.

## Utseende
Indisk bladfågel är en 17–18 cm lång, gnistrande grön fågel med turkosfärgade skuldror. Hanen har svart tygel och strupe som omringar en gnistrande blåviolett strimma från mungipan bakåt. Runt detta område syns en gulaktig kant, från övre delen av bröstet upp på pannan. Liknande hane guldpannad bladfågel har ett större svart område och pannan är gyllengul. Hona indisk bladfågel har turkos strupe omringat av en gul kant.
Indisk bladfågel behandlades länge som underart till blåvingad bladfågel (C. cochinchinensis). Båda könen indisk bladfågel saknar dock blått inslag i vingar och stjärt. Vidare är näbben längre, slankare och mer nedåtböjd. Hanen har tydligt större och mer lansformad violettblå strimma vid mungipan, medan den gula kanten runt turkosa strupen är tydligt avgränsad, ej gradvis övergående i mer grönt på resten av huvudet.

## Läte
Bland lätena hörs olika visslingar, ofta härmande andra fåglar, men även hårdare ljud.

## Utbredning och systematik
Fågeln förekommer på Indiska halvön och Sri Lanka. Tidigare behandlades den som underart till blåvingad bladfågel, men urskiljs numera oftast som egen art. Den behandlas som monotypisk, det vill säga att den inte delas in i några underarter.

## Status och hot
Arten har ett stort utbredningsområde och en stor population med stabil utveckling och tros inte vara utsatt för något substantiellt hot. Utifrån dessa kriterier kategoriserar internationella naturvårdsunionen IUCN arten som livskraftig (LC).

## Namn
Fågelns vetenskapliga artnamn hedrar ornitologen Thomas Claverhill Jerdon (1811-1872).